# 豊国村 (滋賀県)
豊国村（とよくにむら）は滋賀県愛知郡にあった村。現在の愛荘町の南西部、町役場愛知川庁舎の南方一帯、愛知川の右岸にあたる。

## 地理
- 河川：愛知川、安壺川

## 歴史
- 1889年（明治22年）4月1日 - 町村制の施行により、畑田村、平居村、苅間村、東円堂村及び豊満村の区域をもって、豊国村が発足する。
- 1955年（昭和30年）4月1日 - 愛知川町及び豊国村が合併して、改めて愛知川町が発足する。